# Josh LaBove
Josh LaBove est un acteur américain né le 22 mars 1986 à Manhasset, New York (États-Unis).

## Filmographie
- 1994 : Le Bus magique ("The Magic School Bus") (série TV) : Announcer
- 1991 : Talk Soup (série TV) : Various (1994-1995)
- 1994 : All That (série TV) : Regular Performer (1997-1998)
- 1998 : Éveil à la vie (Wide Awake) : School Boy